# Улица Ломоносова (Великий Новгород)
Улица Ломоно́сова — одна из улиц Великого Новгорода. Находится в Западной части города
Начинается от проспекта Корсунова и проходит до улицы Нехинской. Протяжённость 2240 м.
Образовалась в 1960 годы. Название получила 24 мая 1966 года. Является одной из основных улиц Западного района.
Осенью 1999 года началось строительство "Северо-Западного онкологического центра". В конце 2000 года был открыт первый корпус диспансера, в котором располагались стационар на 60 коек, дневной стационар на 30 койко-мест, а также поликлиника на 300 посещений в смену.  В 2010 году состоялось открытие хирургического стационара на 100 коек с операционным блоком. 28 февраля 2012 года была открыта лаборатория молекулярной онкологии . В сентябре 2015 года был введён в строй радиотерапевтический корпус, через год, областной клинический онкологический диспансер получил лицензию на оказание высокотехнологичной медицинской помощи.
До середины 2010-х часть улицы Ломоносова  близь ДК АКРОН, представляла собой частные дома, окружённые дикими зарослями. Построить многоквартирные дома планировали ещё в 1980-х, но из-за дефицита денежных средств, эту идею отложили.
До 2011 года на месте нынешнего ТРЦ «Мармелад» находилось недостроенное здание. Снос постройки стал настоящей проблемой для города, но в конце 2010 года,  ООО «Нординвест» выкупила участок земли с недостроенным зданием, для строительства Торгового центра, аналогичного Вологодскому.
Летом 2011-го, недостроенная постройка была снесена, а через год началось строительство. Первоначально планировалось сдать объект осенью 2013 года, но в ходе строительства выяснились нарушения застройщика, а судебные тяжбы, получившие название  «Мармеладное Дело », несколько раз останавливали стройку. Найдя компромиссное решение, «Нординвест» достроила ТРЦ в конце 2015 года. Техническое открытие состоялось 12 декабря 2015 года. Общая площадь ТРЦ составила  50 890 кв. м.  16 июля 2016, состоялось официальное открытие Комплекса.  ТРЦ «Мармелад» имеет большое социально-экономическое значение для Великого Новгорода и Новгородской области.
Застроена многоквартирными жилыми домами и административными зданиями. На ней расположены бизнес-центр и кинотеатр «Новгород», культурный центр «Акрон», ТРЦ «Мармелад , жилой комплекс ул. Целинная,  жилой комплекс ул. Ломоносова,  Онкологический Диспансер. 